# Cognento

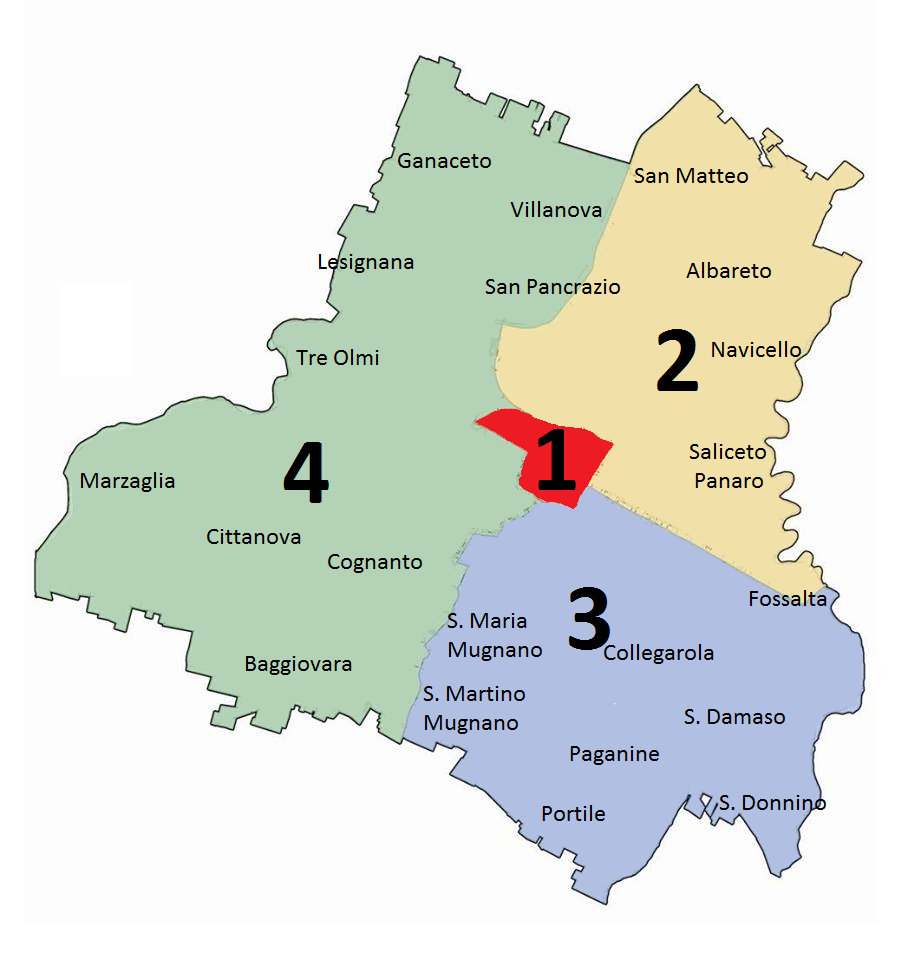
Situation de Cognento (circonscription 4) par rapport à la ville de Modène.

Cognento (Cugnìnt en dialecte modenese (it)) est une frazione de la ville italienne de Modène, une ville située dans la région d'Émilie-Romagne. 
C'est l'un des plus petits hameaux de la ville, maintenant considéré comme un quartier de celle-ci. Cognento est traversé par l'Autostrada del Sole (A1) ainsi que par la rocade de Modène.

## Population
La population a atteint 3 000 habitants en 2014.